# Branca de l'escoltisme
Una branca de l'escoltisme és una agrupació del moviment escolta; el guiatge està pensat vers el treball progressiu amb dels infants i joves al llarg d'un període. El mètode escolta es caracteritza per un procés continu d'aprenentatge de valors, coneixements i noves habilitats que els infants i joves de 6 a 19 anys van adquirint de mica en mica.

## Estructura de les unitats escoltes als Països Catalans
L'estructuració en branques del moviment escolta als Països Catalans, es basa en l'edat dels membres; està formada per cinc nivells bàsics que tenen diferents denominacions segons la branca.

### Acció Escolta
- Colònia de Castors: de 6 a 9 anys. El lema és "Compartir".
- Estol de Llobatons: de 9 a 12 anys. El lema és "Tant com puc".
- Secció de Raiers: de 12 a 15 anys. El lema és "Sempre a punt".
- Unitat de Pioners: de 15 a 18 anys. El lema és "Res a mitges".
- Clan de Ròvers: de 18 a 20 anys. El lema és "Fem servei".

### Associació Catalana de Scouts(WFIS Catalunya)[1]
- Castors
- Llobatons 9 als 12 anys
- Scouts d'12 a 15 anys
- Pioners de 15 a 18 anys
- Rovers de 18 a 21 anys

### Centre Marista d'Escoltes[2]
- Castors i Llúdrigues: de 8 a 10 anys. El lema és "Riu amunt".
- Llops i Daines: de 10 a 12 anys. El lema és "Tant com puc".
- Ràngers i Noies Guies: de 12 a 14 anys. El lema és "Sempre a punt".
- Pioners i Caravel·les: de 14 a 17 anys. El lema és "Sempre a punt".
- Ròver: de 17 a 22 anys. El lema és "Servim".

### Escoltes Catalans[3]
- Follets: de 6 a 9 anys. "Els infants aprenen a compartir i a ser persones més autònomes."
- Llops: de 9 a 12 anys. "Els infants aprenen a conviure i a treballar en equip. Comencen a tenir els seus propis valors."
- Raiers: de 12 a 15 anys. "Els infants desenvolupen el caràcter i enriqueixen la seva personalitat."
- Pioners: de 15 a 17 anys. "És el temps decisiu per als ideals, per a les preguntes i les ambicions. Noies i nois esdevenen els veritables protagonistes de la vida de la unitat."
- El Clan: de 17 anys en endavant. "Grup de joves amb finalitat formativa; treballen amb força l'autogestió, duent a terme un projecte propi."

### Escoltes de Menorca[4]
- Castors i Llúdrigues de 6 a 8 anys
- Llops i Daines de 8 a 10 anys
- Ràngers i Guies d'11 a 13 anys
- Pioners i Caravel·les: de 14 a 16 anys
- TRUC de 17 a 18 anys

### Escoltes i Guies de Mallorca[5]
- Ferrerets de 6 a 8 anys, vesteixen de taronja i el seu lema: Tots junts!
- Llops i Daines de 8 a 11 anys, vesteixen de groc i el seu lema: Fer tant com puc.
- Ràngers i Guies d'11 a 14 anys, vesteixen de blau i el seu lema: sempre a punt.
- Pioners i Caravel·les de 14 a 17 anys, vesteixen de vermell i el seu lema: Sempre a punt.
- Rutes de 17 a 19 anys, vesteixen de verd i el seu lema: Fer servei.

### Federació d'Escoltisme Valencià[6]
- Castors: de 6 a 7 anys. S'identifiquen pel color taronja.
- Llops: de 7 a 10 anys. S'identifiquen pel color groc.
- Exploradors: de 10 a 13 anys. S'identifiquen pel color blau.
- Pioners: de 13 a 16 anys. S'identifiquen pel color vermell.
- Companys: de 16 a 19 anys. S'identifiquen pel color verd.

### Guies i Scouts d'Europa a Catalunya[7]
- Llobatons: de 8 a 12 anys.
- Guies i Scouts: de 12 a 17 anys.
- Guies Majors i Rovers: més de 17 anys, dividits en Pilots (amb 2 anys de permanència, fins als 18-19 anys) i, seguidament, Caps i Guies Majors. S'identifiquen amb un fulard marró (Rovers) o vermell (Guies Majors).

### Minyons Escoltes i Guies de Catalunya[8]
- Castors i Llúdrigues: de 6 a 8 anys. S'identifiquen pel color taronja. La il·lusió per la descoberta, el joc i el somni. Aprendre és un joc. El lema és "Riu amunt".
- Llops i Daines: de 8 a 11 anys. S'identifiquen pel color groc. La imaginació al poder. Som creatius i tenim ganes de saber més. El lema és "Tant com puc".
- Ràngers i Noies Guies: d'11 a 14 anys. S'identifiquen pel color blau. Descobrim l'aventura de créixer. Divertits i arriscant a cada repte. El lema és "Sempre a punt".
- Pioners i Caravel·les: de 14 a 17 anys. S'identifiquen pel color vermell. Prenem responsabilitats. Som idealistes i ambiciosos. El lema és "Fent camí".
- Truc: de 17 a 19 anys. S'identifiquen pel color verd. Fem servei. Un gra de sorra per canviar el món. El lema és "Fent servei".

### Moviment Escolta i Guiatge de Mallorca[9]
- Ferrerets: de 6 a 7 anys. S'identifiquen pel color taronja. El primer pas cap a independitzar-se de la família i descobrir la vida social, la convivència
- Llops i Daines: de 8 a 10 anys. S'identifiquen pel color groc. El seu lema és Tant Com Puc
- Ràngers i Esplets: d'11 a 13 anys. S'identifiquen pel color blau. L'aventura com exploració i descobriment d'ell mateix i del món que l'envolta.
- Pioners i Caravel·les: de 14 a 16 anys. S'identifiquen pel color vermell.
- Ruta: de 17 a 19 anys. S'identifiquen pel color verd. Es potencia l'estil de vida fonamentat en un projecte personal.